# Cladostreptus splendidus
Cladostreptus splendidus är en mångfotingart som först beskrevs av Carl Graf Attems 1950.  Cladostreptus splendidus ingår i släktet Cladostreptus och familjen Spirostreptidae. Inga underarter finns listade i Catalogue of Life.